# Whisky breton
La production de whisky breton commence dès 1958 dans une distillerie à Antrain, en Ille-et-Vilaine, mais rien ne certifie alors que ce soit du whisky français dans la bouteille. Le premier single malt breton (et français de façon plus générale), mis en vente en 1998, est à mettre au crédit de la distillerie Warenghem. En 2015, l'indication géographique protégée « Whisky breton » ou « Whisky de Bretagne » est créée par l'Institut national de l'origine et de la qualité (Inao).
Plusieurs distilleries produisent du whisky en Bretagne.

## Histoire
En Bretagne, selon Philippe Jugé, co-organisateur du salon Quintessence consacré aux spiritueux français, « on trouve la trace d'un Royal no 1 dès 1958, rebaptisé Le Biniou au début des années 1970. Il était distillé à Antrain par la Société des Alcools du Vexin. Mais quant à jurer qu'il y avait du whisky français dans la bouteille… Une chose est sûre : l'étiquette du Biniou annonçait 98 % d'alcool neutre et 2 % de malt ». De fait, il s'avère que ce whisky, dont un journaliste relate sa découverte lors d'une garden-party à l'Élysée le 14 juillet 1983, est élaboré à partir de single malt écossais et d'eau-de-vie de blé produite par la Société des Alcools du Vexin. Cette distillerie d'Antrain, Les Arômes de Bretagne, avait décidé de consacrer une partie de ses activités à la production de whisky, après que l'État a proposé aux distilleries françaises d'en produire, à la suite d'une augmentation des droits sur l'importation d'alcool. Il s'agit alors d'une fabrication artisanale à laquelle sont dédiés entre un et quatre ouvriers. En raison d'un manque de réseau commercial, la publicité se faisant par le bouche à oreille, le Biniou est peu diffusé au niveau national, la plus grande consommation en étant faite en Bretagne, notamment au niveau de Lorient et Quiberon. Sa production est arrêtée au début des années 1980.
Fondée en 1900 à Lannion, dans les Côtes-d'Armor, la distillerie Warenghem, qui fabriquait jusque lors une liqueur de plantes, L'Élixir d'Armorique, décide de se lancer dans la production de whisky en 1983. Elle commercialise dans les supermarchés les premières bouteilles de son whisky en 1987, un blend assemblé à partir de whiskys de malt et de blé distillés à repasse. Afin de s'adapter au marché, il s'agit alors d'« un équivalent du Clan Campbell, un blend d'entrée de gamme, très bien à mélanger avec du coca ». Dix ans plus tard, la distillerie Warenghem, pionnière dans le whisky en France, investit dans deux alambics à l'écossaise et met en vente le premier single malt français, l'Armorik, en 1998.
Bien que l'appellation « whisky breton » est mentionnée pour la première fois dans la réglementation européenne du 15 janvier 2008 sur les spiritueux, permettant ainsi à toutes les distilleries bretonnes d'afficher l'origine de leurs produits sur les étiquettes, il s'avère néanmoins que la notion de whisky breton n'est pas clairement définie. L'année suivante, les distilleries bretonnes se réunissent donc dans le cadre  d'un projet d'indication géographique protégée (IGP) et parviennent à un cahier des charges commun donnant une véritable définition du whisky de Bretagne. Cela se fait au prix de concessions tant elles se distinguent les unes des autres de par la singularité de leurs produits et de leurs méthodes de production. L'IGP permettrait de confirmer que toutes les étapes d'élaboration, du concassage de la céréale au vieillissement, ont été réalisées sur le territoire breton.
Cependant, les distilleries des Menhirs, Kaerilis et Glann ar Mor décident d'arrêter en 2011 les procédures devant mener à l'IGP recherchée, l'Inao exigeant des distilleries de revoir leurs critères pour trouver un dénominateur commun à tous leurs whiskies. La distillerie Glann ar Mor accuse notamment cette nouvelle appellation de la contraindre à la fermeture. Certains détracteurs estiment également que les indications géographiques, en Bretagne, devraient prendre le nom de leur région de distillation comme, par exemple, « whisky du Morbihan » ou de « whisky de Cornouaille », chacune des distilleries bretonnes produisant ce spiritueux chacune à leur façon. La distillerie Warenghem décide, quant à elle, de poursuivre les démarches et, son directeur, David Roussier, fonde le « Syndicat de Défense du Whisky Breton » début 2014.
Les quatre distilleries sont finalement recontactées par l'Inao en 2014 et se réunissent de nouveau le 19 mars 2015 pour établir un nouveau cahier des charges ne pénalisant aucun des producteurs. L'indication géographique protégée est finalement attribuée par l'Inao en novembre 2015, ce qui devrait protéger les distilleries bretonnes d'une éventuelle concurrence internationale déloyale. L'aire géographique de l'IGP concerne toutes les communes des Côtes-d'Armor, du Finistère, d'Ille-et-Vilaine et du Morbihan ainsi que certaines communes de Loire-Atlantique.
En février 2020, le whisky breton a, pour la première fois, sa propre catégorie au concours général agricole du salon de l'agriculture de Paris.

## Distilleries en Bretagne
Il existe plusieurs distilleries de whisky en Bretagne. On peut ainsi citer :
- La distillerie Warenghem, à Lannion dans les Côtes-d'Armor ;
- La distillerie Glann ar Mor, à Pleubian dans les Côtes-d'Armor ;
- La distillerie des Menhirs, à Plomelin dans le Finistère ;
- La distillerie Kaerilis, au Palais dans le Morbihan.

## Caractéristiques
Selon le cahier des charges de l'Institut national de l'origine et de la qualité (Inao), le whisky breton « se caractérise par une robe limpide, d'une couleur jaune pâle à ambrée ou acajou. Il présente au nez des notes fruitées, florales, de céréales. Assez rond en bouche, il développe des goûts fruités et légèrement boisés avec fréquemment des  notes tourbées et vineuses de : vanille, réglisse, caramel salé, avec une finale aromatique d'une grande finesse ». De plus, son titre alcoométrique volumique doit être de 40 % vol. au minimum.